# Ama (Aichi)
Pour les articles homonymes, voir Ama.
Ama (あま市, Ama-shi) est une ville située dans la préfecture d'Aichi, sur l'île de Honshū, au Japon.

## Géographie

### Situation
Ama est située dans le nord-ouest de la préfecture d'Aichi, dans la plaine de Nōbi.

### Municipalités limitrophes
| Aisai    | Inazawa | Kiyosu |
| Tsushima | Ama     | Nagoya |
| Kanie    | Nagoya  | Ōharu  |

### Démographie
En novembre 2023, la population de la ville d'Ama était de 88 775 habitants répartis sur une superficie de 27,49 km2.

### Climat
La ville a un climat subtropical humide caractérisé par des étés chauds et humides et des hivers relativement doux. La température moyenne annuelle est de 15,7 °C. La pluviométrie annuelle moyenne est de 1 699 mm, septembre étant le mois le plus humide.

## Histoire
La ville d'Ama a été créée le 22 mars 2010 de la fusion des bourgs de Jimokuji, Miwa et Shippō du district d'Ama.

## Culture locale et patrimoine

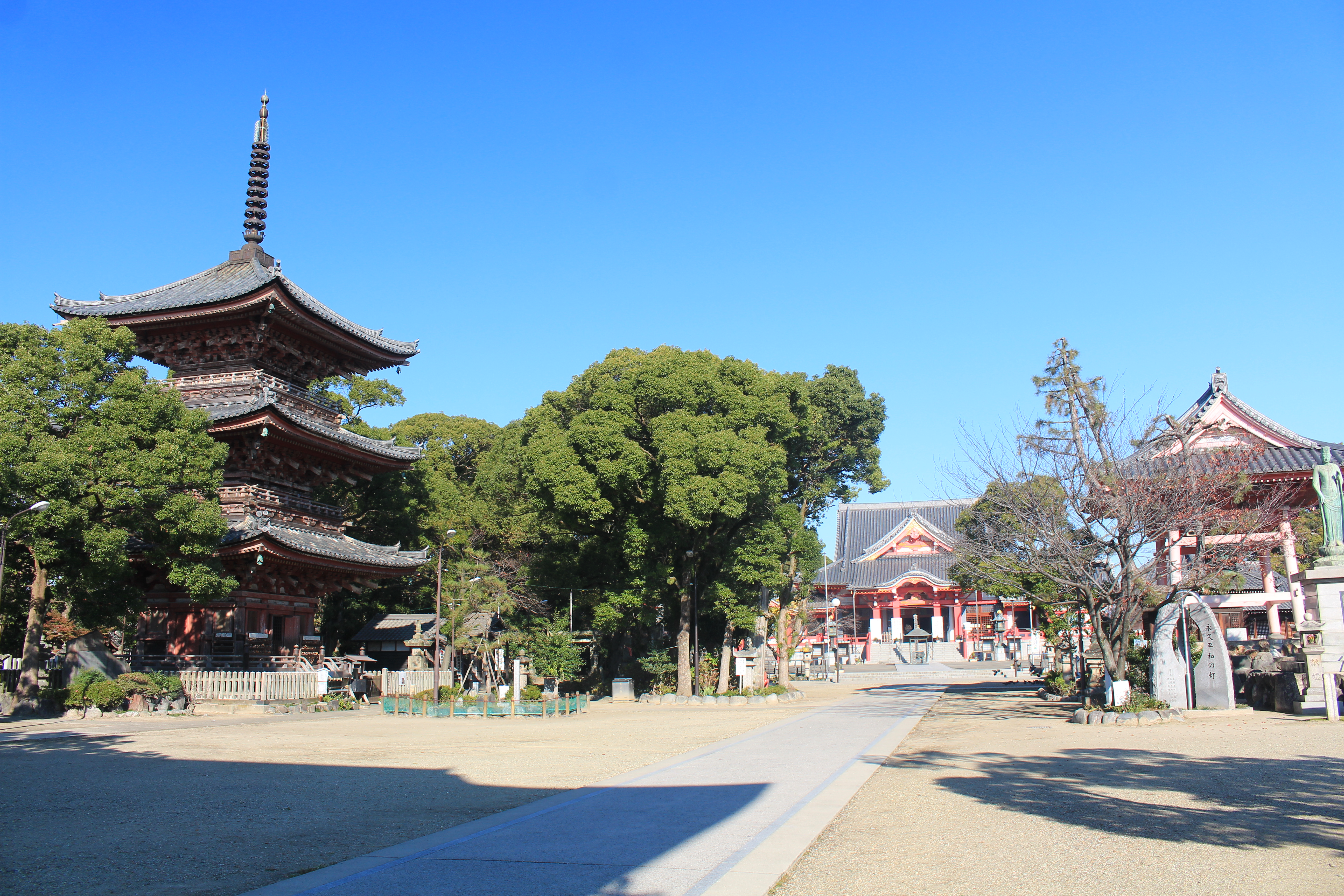
Le Jimoku-ji.

- Jimoku-ji

## Transports
Ama est desservie par la ligne Tsushima de la compagnie Meitetsu.